# Aidan Gallagher
Aidan Gallagher, all'anagrafe Aidan Ryan Gallagher (Los Angeles, 18 settembre 2003), è un attore, musicista e attivista statunitense, noto per aver interpretato il ruolo di Nicky Harper nella serie Nicky, Ricky, Dicky & Dawn di Nickelodeon e per quello di Numero 5 nella serie The Umbrella Academy di Netflix.

## Biografia
Aidan Gallagher è nato il 18 settembre 2003 a Los Angeles, da madre Lauren Gallagher e da padre Rob Gallagher. Fin da piccolo ha mostrato un'inclinazione per la recitazione.

## Carriera
Aidan Gallagher è apparso per la prima volta in televisione nel 2013 in un episodio della serie Modern Family. In seguito ottiene il ruolo di Nicky Harper, uno dei protagonisti della serie Nicky, Ricky, Dicky & Dawn, recitando per quattro stagioni fino alla sua conclusione nel 2018. Nel 2017 è stato scelto per interpretare il ruolo di Numero 5 nella serie The Umbrella Academy, distribuita a febbraio 2019 su Netflix.
Aidan è attivo su questioni ambientali ed ha servito come sostenitore della gioventù per un certo numero di organizzazioni ambientali, tra cui Waterkeeper Alliance, WildAid e l'Oceanic Preservation Society. Nel 2018 è stato nominato Ambasciatore di buona volontà per il Programma delle Nazioni Unite per l'ambiente all'età di quattordici anni, divenendo il più giovane ambasciatore dell'ONU ad essere stato nominato. Nel 2021, ha rilasciato un'intervista per la rivista di moda Vanity Teen, esaminando la sua carriera e la sua influenza sociale sui giovani.

## Filmografia

### Televisione
- Jacked Up, regia di Fred Savage – film TV (2013)
- Modern Family – serie TV, episodio 4x18 (2013)
- Nicky, Ricky, Dicky & Dawn – serie TV, 84 episodi (2014-2018)
- Nickelodeon's Ultimate Halloween Costume Party, regia di Lauren Quinn – film TV (2015)
- Superstars Super Christmas (Nickelodeon's Ho Ho Holiday), regia di Jonathan Judge – film TV (2015)
- Il mitico campo estivo (Nickelodeon's Sizzling Summer Camp Special), regia di Jonathan Judge – film TV (2017)
- Not So Valentine's Special, regia di Jonathan Judge – film TV (2017)
- The Umbrella Academy – serie TV, 36 episodi (2019-2024)

### Cortometraggi
- You & Me, regia di Paula Hunziker (2013)
- We Make That Lemonade, regia di Ian Pfaff (2014)

## Discografia
- 2019: Blue Neon (Club Version)
- 2019: Miss You
- 2019: Time
- 2019: For You
- 2020: I Love You
- 2020: 4 July

## Doppiatori italiani
Nelle versioni in italiano dei suoi lavori Aidan Gallagher è stato doppiato da: 
- Lorenzo Crisci in The Umbrella Academy[16]
- Gabriele Caprio in Nicky, Ricky, Dicky & Dawn (st. 1)[17]
- Giulio Bartolomei in Nicky, Ricky, Dicky & Dawn (st. 2-4)[17]

## Riconoscimenti
- Young Artist Award
  - 2016: Candidatura come Miglior cast di giovani attori in una serie televisiva per Nicky, Ricky, Dicky & Dawn[18]
- Nickelodeon Kids' Choice Awards
  - 2016: Candidatura come Miglior attore televisivo per la serie Nicky, Ricky, Dicky & Dawn[19]
  - 2017: Candidatura come Miglior attore televisivo per la serie Nicky, Ricky, Dicky & Dawn[20]
- IGN Summer Movie Awards
  - 2020: Candidatura come Miglior ensemble televisivo per la serie The Umbrella Academy